# Coupe de France féminine de basket-ball 2022-2023
 (mai 2024).
Si vous disposez d'ouvrages ou d'articles de référence ou si vous connaissez des sites web de qualité traitant du thème abordé ici, merci de compléter l'article en donnant les références utiles à sa vérifiabilité et en les liant à la section « Notes et références ».
Navigation
2021–2022 2023–2024
La Coupe de France féminine de basket-ball 2022-2023 est la 46e édition de la Coupe de France, également dénommée Trophée Joë-Jaunay, en hommage à Joë Jaunay, basketteur international français décédé en 1993. Elle oppose 24 équipes professionnelles et amatrices françaises sous forme d’un tournoi à élimination directe et se déroule d’octobre 2022 à avril 2023.

## Calendrier
| Tour                                                                                   | Nom                    | Dates                                                                       | Participants | Vainqueurs |
| Entrée en lice de onze équipes de LF2 et du finaliste du Trophée coupe de France 2022. |                        |                                                                             |              |            |
| 1                                                                                      | 32e de finale          | Samedi 8 octobre 2022 Dimanche 9 octobre 2022                               | 12           | 6          |
| Entrée en lice des 4 équipes de LFB non-européennes.                                   |                        |                                                                             |              |            |
| 2                                                                                      | 16e de finale          | Mardi 8 novembre 2022                                                       | 10           | 5          |
| Entrée en lice des 5 équipes de LFB participant à l’Eurocoupe.                         |                        |                                                                             |              |            |
| 3                                                                                      | 8e de finale           | Vendredi 25 novembre 2022 Mercredi 30 novembre 2022 Jeudi 1er décembre 2022 | 10           | 5          |
| Entrée en lice des 3 équipes de LFB participant à l’Euroligue.                         |                        |                                                                             |              |            |
| 4                                                                                      | Quarts de finale       | Samedi 11 février 2023 Jeudi 16 février 2023                                | 8            | 4          |
| 5                                                                                      | Demi-finales           | Mercredi 8 mars 2023 Mercredi 15 mars 2023                                  | 4            | 2          |
| 6                                                                                      | Finale à l’Accor Arena | Samedi 22 avril 2023                                                        | 2            | 1          |

## Résultats

### Trente-deuxièmes de finale
Onze équipes de Ligue féminine 2 participent aux trente-deuxièmes de finale (le Pôle France n’y participant pas) ainsi que le finaliste du Trophée coupe de France 2022.
Ce tour se dispute le 8 octobre 2022. Le tirage de ce tour est annoncé le 1er août 2022 par la FFBB.
| Date           | Club (division)              | Résultat | Club (division)                    |
| -------------- | ---------------------------- | -------- | ---------------------------------- |
| 8 octobre 2022 | US Le Poinçonnet (NF1)       | 71–63    | BC La Tronche-Meylan (LF2)         |
| 8 octobre 2022 | Feytiat Basket 87 (LF2)      | 53–50    | BC Montbrison (LF2)                |
| 8 octobre 2022 | Monaco BA (LF2)              | 69–67    | Charnay Basket Bourgogne Sud (LF2) |
| 8 octobre 2022 | Illkirch-Graffenstaden (LF2) | 20–0     | COB Calais (LF2)                   |
| 9 octobre 2022 | Reims (LF2)                  | 57–62    | Chartres (LF2)                     |
| 8 octobre 2022 | Aulnoye-Aymeries (LF2)       | 59–52    | Mondeville (LF2)                   |